# Калужская митрополия
Калу́жская митропо́лия — митрополия Русской православной церкви, образованная в пределах Калужской области. Включает в себя Калужскую, Козельскую и Песоченскую епархии.
Митрополия создана решением Священного Синода Русской православной церкви от 2 октября 2013 года. Главой митрополии назначен правящий архиерей Калужской епархии.

## Митрополиты
- Климент (Капалин) (с 2 октября 2013)

## Состав митрополии

### Калужская епархия
Территория: городские округа Калуга и Обнинск, а также Боровский, Жуковский, Малоярославецкий, Ферзиковский, Тарусский, Дзержинский, Медынский, Перемышльский, Бабынинский и Мещовский районы.
Правящий архиерей: митрополит Климент (Капалин).

### Козельская епархия
Территория: Думиничский, Жиздринский, Козельский, Людиновский, Сухиничский, Ульяновский, Хвастовичский районы.
Правящий архиерей: епископ Макарий (Комогоров).

### Песоченская епархия
Территория: Барятинский, Износковский, Кировский, Куйбышевский, Мосальский, Спас-Деменский, Юхновский районов.
Правящий архиерей: архиепископ Максимилиан (Лазаренко).